# مركز تبرع بالدم متنقل

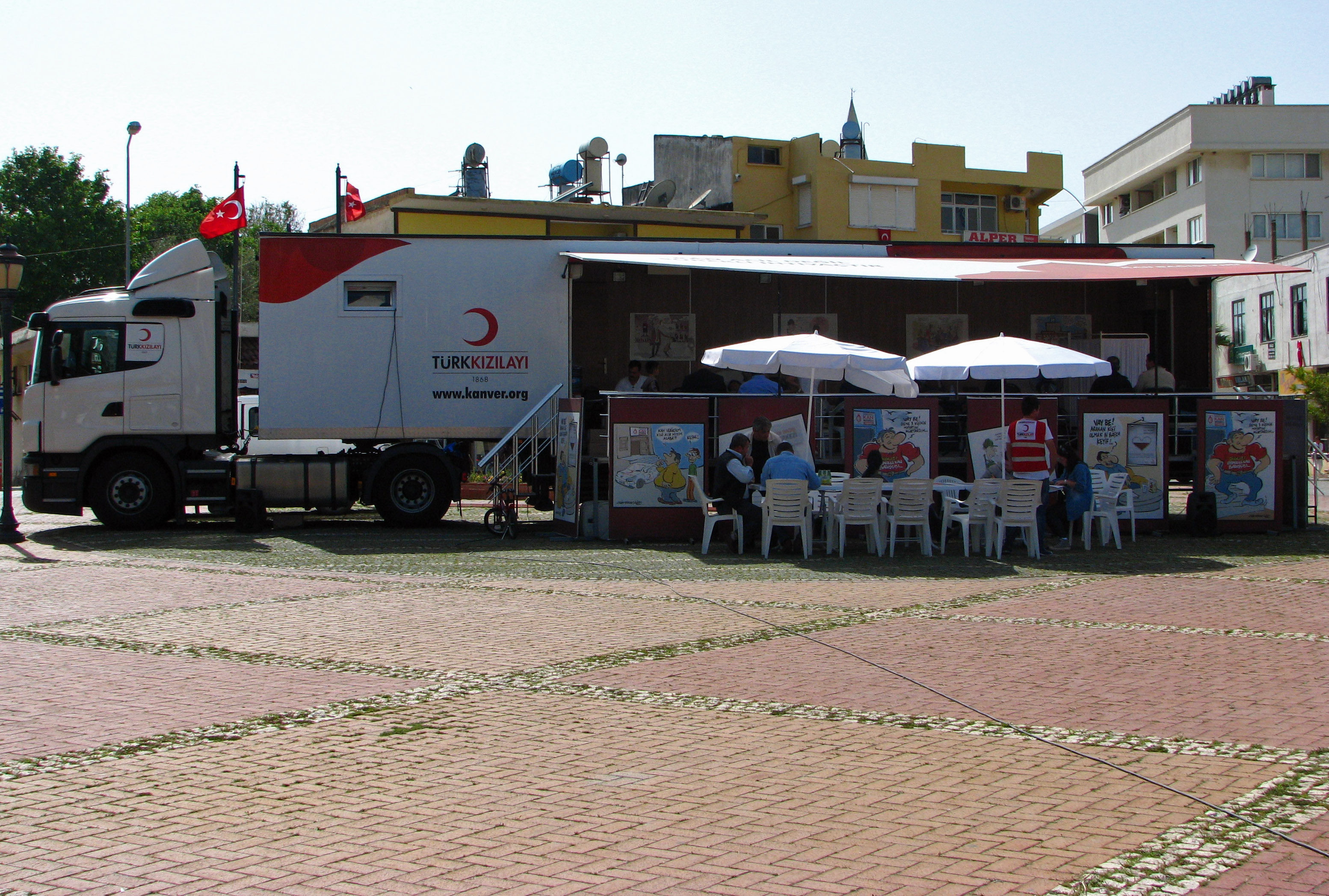
مركز تبرع بالدم متنقل تابع للهلال الأحمر التركي

مركز تبرع بالدم متنقلهو مركز متنقل للتبرع بالدم يكون مجهز بكل يلزم لإجراء التبرع بالدم. يكون المركز عادة عبارة عن مركبة أو حافلة وفي الغالب يحتوي على عصائر يتم توزيعها على المتبرعين بعد التبرع بالدم.
تواجد مراكز التبرع بالدم المتنقلة عادة في الأماكن العامة مثل الجامعات وقرب دور العبادة (المساجد), لجعل التبرع بالدم أكثر ملاءمة للمانحين.